# Aluminooxirossmanita
L'aluminooxirossmanita és un mineral de la classe dels silicats que pertany al grup de la turmalina.

## Característiques
L'aluminooxirossmanita és un ciclosilicat de fórmula química ◻Al₃Al₆(Si₅AlO18)(BO₃)₃(OH)₃O. Es tracta d'una espècie aprovada per l'Associació Mineralògica Internacional, i publicada el 2022. Cristal·litza en el sistema trigonal. La seva duresa a l'escala de Mohs és 7.
Les mostres que van servir per a determinar l'espècie, el que es coneix com a material tipus, es troben conservades a les col·leccions mineralògiques del Museu Nacional d'Història Natural, l'Smithsonian, situat a Washington DC (Estats Units), amb el número de registre: nmnh 173824, al museu mineralògic i geològic de la Universitat Harvard, a Cambridge (Estats Units), amb el número d'exemplar: 134790, i al Museu Mineralògic Fersmann, de l'Acadèmia de Ciències de Rússia, a Moscou (Rússia), amb el número de mostra: 93533.

## Formació i jaciments
Va ser descoberta a la pedrera Hengl, situada a Eibenstein an der Thaya, dins el districte de Waidhofen an der Thaya (Baixa Àustria, Àustria), on es troba al nucli rosa d'un cristall de turmalina envoltat per una vora de color verd fosc. Aquesta pedrera austríaca és l'únic indret de tot el planeta on ha estat descrita aquesta espècie mineral.